# Orvar
Cette page présente le prénom Orvar ainsi que ses variantes.
Orvar (ou Örvar) est un prénom masculin scandinave.
Le prénom Orvar est à l'origine du patronyme suédois Orvarsson et du patronyme islandais Örvarsson signifiant « Fils de Orvar ».

## Occurrence
Orvar est un prénom suédois, assez rare, se rencontre également en Finlande parmi la population suédophone.

## Étymologie
Orvar est dérivé du vieux norrois Ǫrvar « flèche ». 

## Personnalités portant ce prénom
- Orvar Säfström (en) (1974–), musicien et journaliste suédois ;
- Orvar Bergmark (1930–2004), footballeur suédois ;
- Orvar Stambert (1960–), ancien joueur suédois de hockey sur glace ;
- Orvar Trolle (1900–1971), nageur suédois.

- Pour l'ensemble des articles sur les personnes portant ce prénom, consulter :
  - la liste des articles dont le titre commence par ce prénom
  - les listes produites par Wikidata : Liste des personnes de prénom « Orvar » — même liste en incluant les éventuels prénoms composés qui contiennent « Orvar ».